# Ci (poesia)
Lo ci, o chuzici, (詞T, 词S oppure 辭T, 辞S, cíP) è un genere di poetica cinese.
La parola 词 viene pronunciata come una "Z dura" prolungata ed è conosciuta anche come 長短句 chángduǎnjù, cioè versi di lunghezza irregolare, e 詩餘 (T)/诗余 (S) shīyú, ossia poesia di confronto, di contorno.
Di solito il numero di caratteri in ogni verso e la sistemazione dei toni è determinata da uno dei circa 800 schemi predefiniti, ciascuno associato ad un particolare titolo, definito 词牌 cípái.
Originariamente erano scritti per essere cantati come una melodia su quelle parole, con un preciso ritmo, rime e tempo, quindi il titolo poteva non avere nulla a che fare col contenuto del componimento, e spesso molti Cí hanno lo stesso titolo.
Alcuni Cí possono avere un sottotitolo (o un commento, lungo come un paragrafo) che ne indica il contenuto. A volte, per una maggiore chiarezza, un Cí è indicato con il titolo e il primo verso.
Sono componimenti che spesso esprimono sentimenti di desiderio verso un personaggio "adottato", ma i maggiori esponenti dello Cí (李後主 Lǐ Hòuzhǔ e 苏轼 Sū Shì) lo hanno usato con molti contenuti diversi.

## Storia
Benché l'esempio testuale più antico di ci oggi sopravvissuto risalga all'ottavo secolo, proveniente dalle grotte di Mogao iniziando nella poesia della dinastia Liang, lo ci seguì la tradizione dello Shijing e dello yuefu: questa nuova forma poetica si sviluppò inizialmente da canzoni popolari anonime. Sotto i Tang entrarono in Cina le arie musicali centroasiatiche, su cui si basavano il ritmo e la forma degli ci. Lo sviluppo del genere è legato al commercio sulla Via della seta e all'amore per l'esotismo (grazie ai commerci arrivano nuove stoffe, nuovi materiali, nuova musica). Sebbene il contributo di Li Po sia ricco di dubbi storici, è certo che il poeta Tang Wen Tingyun fu un grande maestro di ci, componendo versi nella sua forma distinta e matura. Lo ci raggiunse il suo massimo apogeo durante le Cinque dinastie. Uno dei maggiori autori di tale epoca fu Li Yu, ultimo sovrano dei Tang Meridionali. Tuttavia, la forma di questo genere poetico nella poesia classica cinese è soprattutto associata alla poesia d'epoca Song, durante la quale era la forma poetica più popolare. Fu proprio in questo periodo che lo ci, da forma lirica spontanea, totalmente subordinata alla musica, divenne una forma più letteraria, non più cantata ma solo letta, che trattava anche temi filosofici e politici. Una rifioritura della forma dello ci avvenne durante la fine dei Ming e l'inizio dei Qing: dal punto di vista letterario, i componimenti erano caratterizzati da un'esplorazione delle emozioni connesse all'amore romantico colla sua valorizzazione, spesso nel contesto d'una breve storia poetica narrativa, con uno ci o un gruppo unito di ci all'interno di un'applicazione del chuánqí in un breve racconto per la poesia.

## Generi
Le due principali categorie di cí usate nella dinastia Song furono lo xiǎolìng 小令 (la forma originale, nata prima dei Song) e il màncí 慢詞 (nato dopo Liu Yong).

Successivamente, nelle dinastie Ming e Qing, gli cí (chiamati 词牌, cípái) venivano classificati per il numero di caratteri che contenevano. Si chiamava 小令, xiǎolìng, se conteneva meno di 58 caratteri (da 小 xiǎo, piccolo), 中調 zhōngdiào (da 中 zhōng, metà, intermedio) con 59-90 caratteri e 長調, chángdiào (da 長 cháng, lungo), con oltre 90 caratteri.

Se lo cí appare in una strofa è chiamato dāndiào 單調 (monotono).

La stragrande maggioranza è in 雙調 shuāngdiào, in due strofe (o 闋 què), con forme metriche pressoché identiche. Ci sono anche rari casi di 三疊 sāndié e 四疊 sìdié, con tre (三, sān) e quattro (四 sì) 闋 què. Come stile gli cí possono essere classificati come wǎnyuē 婉約 (liscio e cortese) o háofàng 豪放 (coraggioso, sfacciato e disinvolto).

## Cipai
La maggior parte degli 词牌 cípái è costituita da tre caratteri. Il significato letterale è oscuro e difficile da tradurre. Alcuni cípái provengono da poemi recenti, e alcuni sono chiaramente di origine non-Han (la maggior parte delle canzoni di origine centroasiatica). Alcuni cípái hanno nomi alternativi, derivanti da alcuni cípái famosi. Ci sono anche varianti di alcuni cípái, indicati con un prefisso o suffisso.

## Esempi
La melodia della città sul fiume
不思量，自難忘。
千里孤墳，無處話淒涼。
縱使相逢應不識，塵滿面、鬢如霜。 
夜來幽夢忽還鄉。
小軒窗，正梳妝。
相顧無言，惟有淚千行。
料得年年腸斷處：明月夜，短松岡»
Non penso a te spesso, ma come potrei dimenticarti! 
Con la tua tomba migliaia di miglia lontano,
dove posso confidare la mia solitudine?
Anche se ci incontrassimo, potresti riconoscermi, con questa polvere sul mio viso, e i capelli come congelati? 
La scorsa notte ho fatto un sogno, nel quale tornavo a casa. 
Dalla finestra ti stavi pettinando i capelli. 
Ci guardammo l'un l'altra silenziosamente, 
con le lacrime che solcavano le nostre guance. 
C'è un posto che ogni anno accresce il mio dolore: 
La notte al chiaro di luna 
le colline di piccoli pini.»
(苏轼 Sū Shì)
苏轼 Sū Shì è uno degli Otto Grandi Maestri della Prosa (古文八大家 gǔwén bā dàjiǎ)
Nel titolo di questo Ci, La melodia della città sul fiume c'è un cípái, seguito dalla prima frase del poema.